# Шехич, Ибрагим
Ибрагим Шехич (босн. Ibrahim Šehić; 2 сентября 1988, Рогатица) — боснийский футболист, вратарь саудовского клуба «Аль-Халидж».

## Карьера
С октября 2013 года по июль 2018 года выступал за азербайджанский клуб «Карабах».
За 5 сезонов в составе «Карабаха» во всех турнирах сыграл 168 игр, из которых 87 — на ноль. 
17 ноября 2017 года в матче против «Сумгаита» на 30-й минуте получил прямую красную карточку. 
В 2018 году перешёл в «ББ Эрзурумспор».
10 февраля 2020 года в матче первенства первой лиги чемпионата Турции с «Кечиоренгюджю» на 90-й минуте получил вторую жёлтую карточку (первую получил на 45-й минуте за споры с арбитром) и был удалён.
В 2020 году перешёл в «Коньяспор». Являлся капитаном команды.
1 августа 2023 года перешёл в Аль-Халидж (Саудовская Аравия).
Впервые в сборную Боснии и Герцеговины был вызван в 2010 году. Дебютировал за сборную 17 ноября 2010 года в Братиславе в товарищеском матче против Словакии.

## Достижения
- Чемпион Боснии и Герцеговины (1): 2009/10
- Обладатель Кубка Боснии и Герцеговины (1): 2010/11
- Чемпион Азербайджана (5): 2013/14, 2014/15, 2015/16, 2016/17, 2017/18
- Обладатель Кубка Азербайджана (3): 2014/15, 2015/16, 2016/17